# Vistarino
Vistarino là một đô thị ở tỉnh Pavia trong vùng Lombardia, có cự ly khoảng 30 km về phía đông nam của Milan và khoảng 13 km về phía đông của Pavia. Tại thời điểm ngày 31 tháng 12 năm 2004, đô thị này có dân số 1.189 người và diện tích là 9,2 km².
Đô thị Vistarino có các frazione (subdivision) Vivente.
Vistarino giáp các đô thị: Albuzzano, Copiano, Cura Carpignano, Filighera, Magherno, Marzano, Roncaro, Torre d'Arese.